# Екологічна проблема

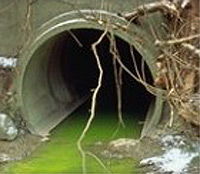
Забруднення поверхневих вод стічними водами.

Екологі́чна пробле́ма — це зміна природного середовища, в результаті антропогенних дій, що веде до порушення структури і функціонування природних систем (ландшафтів), призводить до негативних соціальних, економічних та інших наслідків.

Поточний статус дев’яти планетних меж (2023).

Поняття екологічної проблеми є антропоцентричним, оскільки негативна зміна в природі оцінюється щодо умов існування людини.

## Класифікація екологічних проблем
Виділяють шість груп екологічних проблем:
- атмосферні (забруднення атмосфери: радіологічне, хімічне, механічне, теплове);
- водні (виснаження і забруднення поверхневих і підземних вод, забруднення морів і океанів);
- геолого-геоморфологічні (інтенсифікація несприятливих геолого-геоморфологічних процесів, порушення рельєфу і геологічної будови);
- ґрунтові (забруднення ґрунтів, ерозія, дефляція, вторинне засолення, заболочування і ін.);
- біотичні (зменшення рослинності, деградація лісів, пасовищна (екологія)дигресія, скорочення видової різноманітності і ін.);
- комплексні (ландшафтні) — опустелювання, зниження біорізноманітності, порушення режиму природоохоронних органів.

## Основні групи екологічних проблем

### Забруднення атмосфери
Одна з найгостріших екологічних проблем, зумовлених посиленням техногенного впливу на природне середовище, пов'язана зі станом атмосферного повітря. Вона включає ряд аспектів.
- По-перше, охорона озонового шару необхідна у зв'язку із зростанням забруднення атмосфери фреонами, оксидами азоту і ін. До середини XXI ст. це може привести, за оцінками вчених, до зниження вмісту стратосферного озону на 15 %.
- По-друге, зростання концентрації СО2, що відбувається в основному за рахунок згоряння викопного палива, зменшення площ лісів, виснаження гумусового шару і деградації ґрунтів. До середини XXI ст. очікується подвоєння концентрації газу, що мала місце перед початком НТР. У результаті «тепличного ефекту» до 30-х рр. XXI ст. може статися підвищення середньої температури приземного шару повітря на 3 ± 1,5оС, причому максимальне потепління станеться в приполярних зонах, мінімальне — біля екватора. Очікується збільшення швидкості танення льодовиків і підняття рівня океану з темпом понад 0,5 см/рік.
- По-третє, кислотні опади стали істотними компонентами атмосфери. Вони випадають у країнах Європи, Північної Америки, а також у районах найбільших агломерацій Азії і Латинської Америки. Головна причина кислотних опадів — надходження сполук сірки і азоту в атмосферу при спаленні викопного палива в стаціонарних установках і двигунах транспорту. Кислотні опади завдають шкоди будівлям, пам'ятникам і металевим конструкціям, викликають дигресію і загибель лісів, знижують урожай багатьох сільськогосподарських культур, погіршують родючість ґрунтів, що мають кислу реакцію, і стан водних екосистем.

### Забруднення та виснаження водних ресурсів
Проблема виснаження водних ресурсів викликана зростанням споживання води промисловістю, сільським і комунальним господарствам, з одного боку, і забрудненням водних джерел — з іншого. Щорічно людством використовується в середньому до 6000 км3 води, з них у сільському господарстві близько 3400, промисловості 2200, на комунально-побутові потреби 400 км3. Забруднення багатьох водних об'єктів суші (особливо в країнах Західної Європи і Північної Америки) і вод Світового океану досягло небезпечного рівня. Щорічно в океан потрапляє (млн т): 0,2 — 0,5 отрутохімікатів; 0,1 — хлороорганічних пестицидів; 5 — 11 — нафти і інших вуглеводнів; 10 — хімічних добрив; 6 — фосфорних сполук; 0,004 — ртуті; 0,2 — свинцю; 0,0005 — кадмію; 0,38 — міді; 0,44 — марганцю; 0,37 — цинку; 1000 — твердих відходів; 6,5 — 50 — твердого сміття; 6,4 — пластмас. У Північній Атлантиці нафтова плівка займає 2 — 3 % площі. Найзабрудненіші нафтою Північне і Карибське моря, Перська затока, а також прилеглі до Африки і Америки ділянки, де здійснюється її перевезення танкерним флотом.

### Деградація ґрунту
Одна з головних екологічних проблем пов'язана з погіршенням стану земельних ресурсів. За історичний час внаслідок прискореної ерозії, дефляції і інших негативних процесів людство втратило майже 2 млрд га продуктивних земель. До утворення пустель схильна площа в 4,5 млрд га, на якій проживає близько 850 млн людей Пустелі швидко розвиваються (до 5 — 7 млн га на рік) у тропічних районах Африки, Азії і Америки, а також в субтропіках Мексики. Швидкість зникнення лісів становить 6 — 20 млн га на рік.
ННЦ «Інститут ґрунтознавства та агрохімії імені О. Н. Соколовського» стверджує, що агрономічні властивості ґрунтів нині в плачевному стані. Дослідження останніх 50 років довели, що мінеральні добрива швидко підвищують урожайність, але вони й швидко виснажують ґрунт. Тому нині винайшли ще одне розв'язання цього питання. Це аеробне компостування.